# Мерсе Родореда
Мерсе Родореда (на испански: Mercè Rodoreda i Gurquí) е испанска и каталунска писателка на произведения в жанра съвременен и исторически роман. Тя е сред класиците на XX век в каталонската литература и е първата писателка, получила високото отличие „Почетна награда за каталонска литература“.

## Биография и творчество
Мерсе Родореда е родена на 10 октомври 1908 г. в Барселона, Испания, в семейството на Андреу Родореда и Монсерат Гургуи. През 1928 г. се омъжва за чичо си Йоан Гургуи, с когото има син – Йорди.
Бракът ѝ е нещастен и като бягство от него започва да пише кратки разкази в списания – Mirador, La Rambla, La Publicitat и др., и психологически романи. През 1938 г. е издаден психологическият ѝ роман „Алома“, който е удостоен с наградата „Крексел“.
В началото на Испанската гражданска война тя работи като секретар за Generalitat de Catalunya, автономното правителство на Каталуния в периода 1936 – 1939 г. След края на войната е екстрадирана във Франция и по-късно в Швейцария, където става преводач към ЮНЕСКО. През 1957 г. тя прекъсва мълчанието си с публикуването на книгата „Двадесет и два кратки разказа“ (1958), за която получава наградата „Виктор Катала“.
Психологичният ѝ, исторически и символичен роман „Площад Диамант“ от 1962 г. се счита за един от най-добрите романи, които третират темата за гражданската война. Преведен е на над 20 езика по света.
С романа „Улица „Камелия“ от 1966 г. печели няколко награди.
През 70-те години се завръща в Каталуния и завършва романа „Счупено огледало“.
През 1980 г. е удостоена с награда за каталонска литература за цялостното си творчество.
Мерсе Родореда умира от рак на черния дроб на 13 април 1983 г. в Херона, Испания.
През 1998 г. на нейно име е кръстена литературна награда за разказ.

## Произведения

### Самостоятелни романи
- Sóc una dona honrada? (1932)
- Del que hom no pot fugir (1934)
- Un dia de la vida d’un home (1934)
- Crim (1936)
- Aloma (1938)
- Vint-i-dos contes (1958)
- La plaça del Diamant (1962)
Площад Диамант, изд.: „Народна култура“, София (1985), прев. Мая Генова-Чорбаджийска
Площад „Диамант“, изд.: „Сиела“, София (2012), прев. Мая Генова
- El carrer de les Camèlies (1966)
Улица „Камелия“, изд.: „Сиела“, София (2013), прев. Мая Генова
- Jardí vora el mar (1967)
- Mirall trencat (1974)
Счупено огледало, изд. „ГАЛ-ИКО“ (1993), прев. Мая Генова-Чорбаджийска
- Semblava de seda i altres contes (1978)
- Quanta, quanta guerra… (1980)
- La mort i la primavera (незавършен)

### Пиеси
- La Senyora Florentina i el seu amor Homer (1953)
- Un dia (1959)
- L'hostal de les tres Camèlies (1973)
- El parc de les magnòlies (1976)
- El maniquí (1979)
- El torrent de les flors (1993)

### Разкази
- El riu i la barca (1967)
- El senyor i la Lluna (1967)
- La meva Cristina (1967)
- La sala de les nines (1967)
- La salamandra (1967)
- Una carta (1967)
- Una fulla de gerani blanc (1967)

### Екранизации
- 1976 Taller de comèdies – тв сериал, 1 епизод
- 1968 – 1977 Novela – тв сериал, 2 епизода
- 1982 La plaça del Diamant – със Силвия Мунт, Луис Хамар, Хоаким Кардона
- 2002 Mirall trencat – тв сериал, 13 епизода
- 2008 El bitllet – късометражен
- 2013 La gallina – късометражен
- 2016 La sang – късометражен